# Anta Sports
Anta Sports Products Limited — китайская компания, производитель спортивной одежды, обуви и инвентаря. Деятельность компании включает в себя дизайн, развитие, производство и маркетинг спортивной одежды, обуви и инвентаря под брендами Anta, Fila, Descente и Kolon Sport, также является совладельцем финской компании Amer Sports, которой принадлежат такие бренды, как Salomon, Arc’teryx, Peak Performance, Atomic, Wilson и другие. Формально зарегистрирована на Каймановых островах, фактическая штаб-квартира расположена в Сямыне (провинция Фуцзянь)

## История
Компания Anta Sports была основана Дин Шичжуном в 1991 году. В 2008 году Олимпийский комитет предоставил компании Anta возможность для расширения бизнеса и продвижения спортивной обуви компании в рамках летней олимпиады в Пекине.
В 2007 году Anta Sports разместила свои акции на Гонконгской фондовой бирже. В 2009 году компания приобрела у Belle International права на торговую марку Fila на территории Китая (включая Гонконг и Макао), а также в Сингапуре. В 2017 году было создано совместное предприятие с южнокорейским производителем спортивной одежды Kolon Corporation, которое получило эксклюзивные права на продажу одежды под брендом Kolon Sport в материковом Китае. В том же году были куплены права на японский бренд Descente на территории Китая. В декабре 2018 года Anta Sports, FountainVest Partners, Anamered Investments и Tencent объявили о создании консорциума для выкупа акций финской компании Amer Sports Corporation.
В октябре 2019 года, в ответ на твит официального представителя «Хьюстон Рокетс» в поддержку свободы слова в связи с протестами в Гонконге, Anta Sports объявила бойкот НБА, тем самым заявив о своей поддержке действий китайских властей.
Anta является официальным партнёром МОК с 2019 года.
По итогам 2022 года оборот компании Anta Sports вырос на 8,8 % в годовом исчислении до 53,65 млрд юаней. В первом полугодии 2023 года доходы Anta Sports достигли 29,6 млрд юаней (4,1 млрд долл. США), увеличившись на 14,2 % в годовом исчислении и на 100,2 % по сравнению с аналогичным периодом 2019 года; доходы компании от бренда Anta составили около 14,2 млрд юаней, а от бренда Fila — 12,2 млрд юаней. Прибыль за первые шесть месяцев 2023 года выросла на 34 % в годовом исчислении и составила около 5,3 млрд юаней. Норма операционной прибыли компании за отчетный период увеличилась до 25,7 %.

## Собственники и руководство
Компанию основал и продолжает возглавлять Дин Шичжун (Ding Shizhong), его старший брат Дин Шицзя (Ding Shijia) занимает пост вице-председателя, оба входят в число богатейших миллиардеров Китая благодаря большим пакетам акций компании.

## Деятельность
Выручка за 2021 год составила 49,3 млрд.юаней ($7,77 млрд), из них 24,0 млрд пришлось на продажу товаров под брендом Anta, 21,8 млрд — под брендом Fila, 3,5 млрд — на другие бренды; продажа обуви принесла 39 % выручки, одежды — 58 %, инвентаря — 3 %.
На конец года компании принадлежало 9400 магазинов под брендом Anta в Китае и других странах, также имелись более 2 тыс. магазинов под брендом Fila в Китае, Гонконге, Макао и Сингапуре, 182 магазина Descente и 152 магазина Kolon Sport в Китае. Помимо собственной торговой сети продукция под брендами компании реализуется через универмаги и интернет-магазины. На собственных производственных мощностях выпускается около 25 % обуви и 10 % одежды, остальное наказывается у контрактных производителей. Основным рынком сбыта является Китай.
Компания AS Holding, контролирующая Amer Sports, является совместным предприятием, в котором Anta Sports принадлежит 52,7 % акций. Выручка компании за 2021 год составила 19,7 млрд юаней ($3,1 млрд). Эта компания рассматривается как инвестиции, а не дочерняя структура Anta Sports.
В списке крупнейших публичных компаний мира Forbes Global 2000 за 2022 год Anta Sports заняла 1024-е место.

## Спонсорство
Anta Sports является официальным поставщиком и спонсором многочисленных команд, игроков и ассоциаций. Бывший форвард «Миннесота Тимбервулвз» Кевин Гарнетт с августа 2010 года покинул своего спонсора обуви Adidas и заключил спонсорское соглашение с компанией Anta. Защитник «Голден Стэйт Уорриорз» Клэй Томпсон также расторг договор с Nike и подписал спонсорское соглашение с Anta в феврале 2015 года. Также, на спонсорстве у Anta числятся Гордон Хэйуорд, Рэджон Рондо, Луис Скола, Мэнни Пакьяо и др., в прошлом являлась спонсором Парсонса Чендлера. Anta спонсирует 26 национальных команд Китая в зимних видах спорта, боксе, гимнастики, тяжёлой атлетике, борьбе, дзюдо, сёрфинге, водном поло, гольфе и др. Также Anta является официальным партнером китайского Олимпийского комитета с 2009 по 2024 год, а также Олимпийских зимних игр в Пекине в 2022 году и Паралимпийских зимних Игр.